# Sałdakajewo
Sałdakajewo (ros. Салдакаево) – wieś (dieriewnia) w Rosji, w Tatarstanie, w rejonie nurłackim. W 2021 liczyła 318 mieszkańców.